# دیفیکالت ران
دیفیکالت ران (به انگلیسی: Difficult Run) رودخانه‌ای است که در ایالات متحده آمریکا جریان دارد.